# グルジーム
グルジームは、コーカサス地方のグルジアに古くから住むユダヤ人のこと。同じコーカサスのダゲスタンに古くから住む山岳ユダヤ人や、ロシアからコーカサスに移住してきたアシュケナジムとはまた別の集団である。

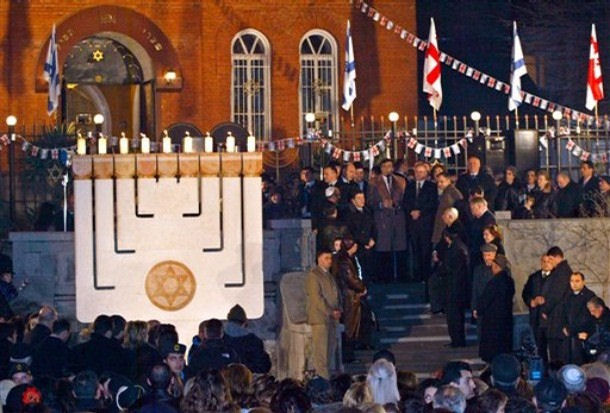
2007年にトビリシで挙行されたイスラエル成立60周年式典
_{式典にはサアカシュヴィリ大統領も出席している。}

## 人口
グルジームは伝統的にグルジア人やアシュケナジムなど、他の民族集団とは距離を置いて暮らしてきた。
1970年代にはグルジアに10万人のグルジームが住んでいたが、その後イスラエルや米国やロシアやベルギーに移民する者が多かった。2004年の資料によると、1万人から2万人のグルジームしかグルジアには残っていない。

## 言語
グルジームの伝統的言語は、グルジア語の変形であるユダヤ・グルジア語（グルジン語）で、ヘブライ語からの多くの借用語を使用し、ヘブライ文字とグルジア文字の両方で表記する。このほか、グルジア語やロシア語など周辺民族の言語も使用する。国外在住のグルジームは、ベルギーではフランス語を、米国では英語を、イスラエルではヘブライ語を使用することも多い。

## 歴史
グルジームは、ディアスポラ以降最古のユダヤ人コミュニティーの一つである。彼らがグルジアに住み着いた時期には諸説がある。
- 紀元前770年、北イスラエル王国がアッシリアに破壊された時という説。
- 紀元前586年頃、ネブカドネザル王によるバビロニア軍の侵攻の時という説。
- 紀元後1世紀、ローマ軍によって第二神殿を破壊された後という説。

他の説もあるが、いずれの説も紀元後2世紀以前にグルジアへ住み着いたという点では一致している。どれか一つの説だけが正しいとは限らないので、これらの歴史的な苦難のたびに少しずつグルジアへ逃げのびたユダヤ人たちがグルジームの祖先であるということも大いにありうる。